# 카테리나 시피차
예카테리나 아나톨리예브나 "카테리나" 시피차(러시아어: Екатери́на Анато́льевна "Катери́на" Шпи́ца, 1985년 10월 29일 ~ )는 러시아의 배우이다.